# Lützelsachsen
Lützelsachsen (ⓘ) ist ein Stadtteil von Weinheim an der Bergstraße und liegt am Mühlbach.
Der Ort besitzt einen Kerweverein und eine große Versammlungshalle, Winzerhalle genannt, sowie eine Grundschule. Die Einwohnerzahl beträgt 5.770 (Stand 31. Dezember 2020).

## Geschichte

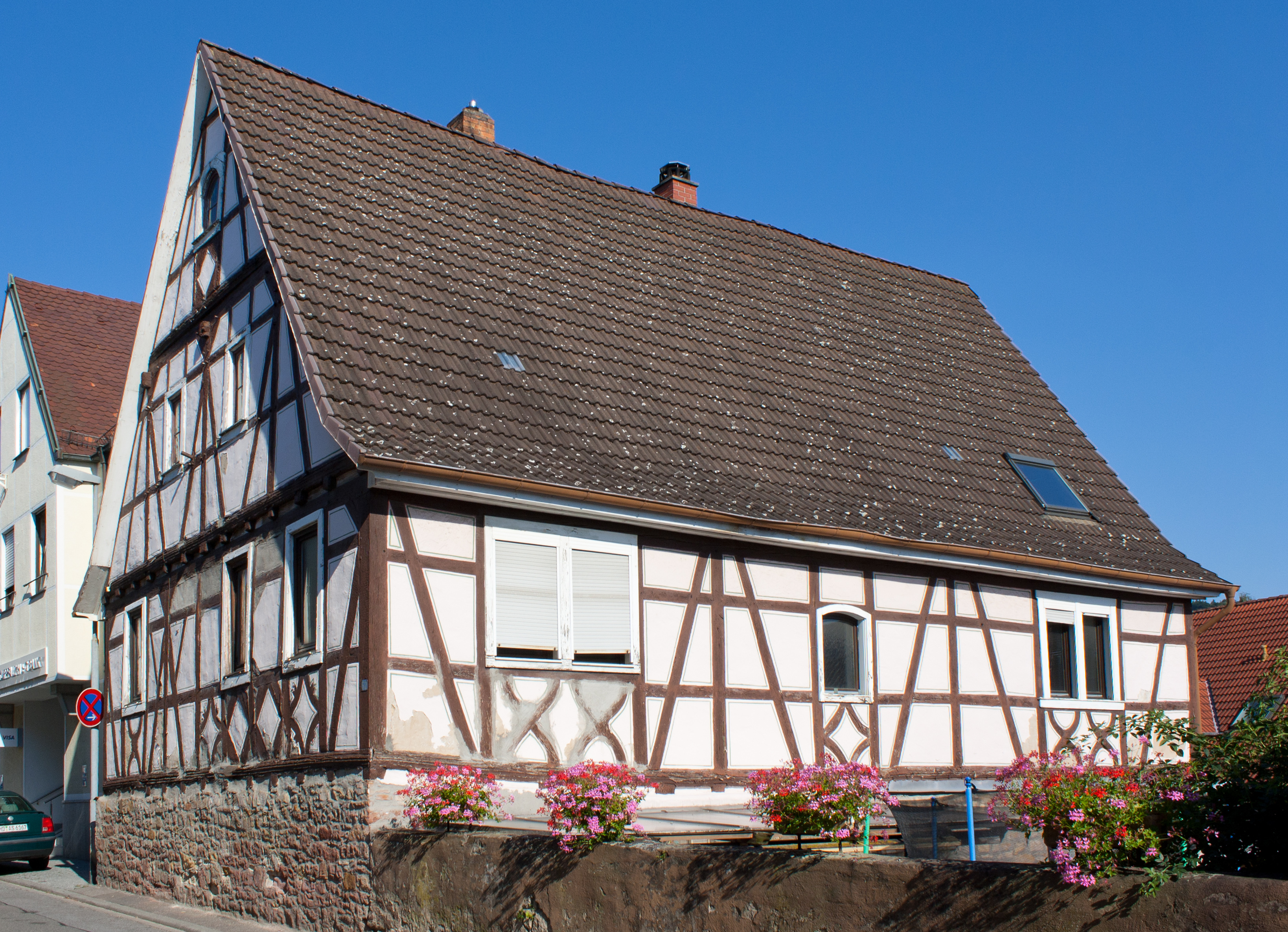
Ältestes Fachwerkhaus, errichtet 1580

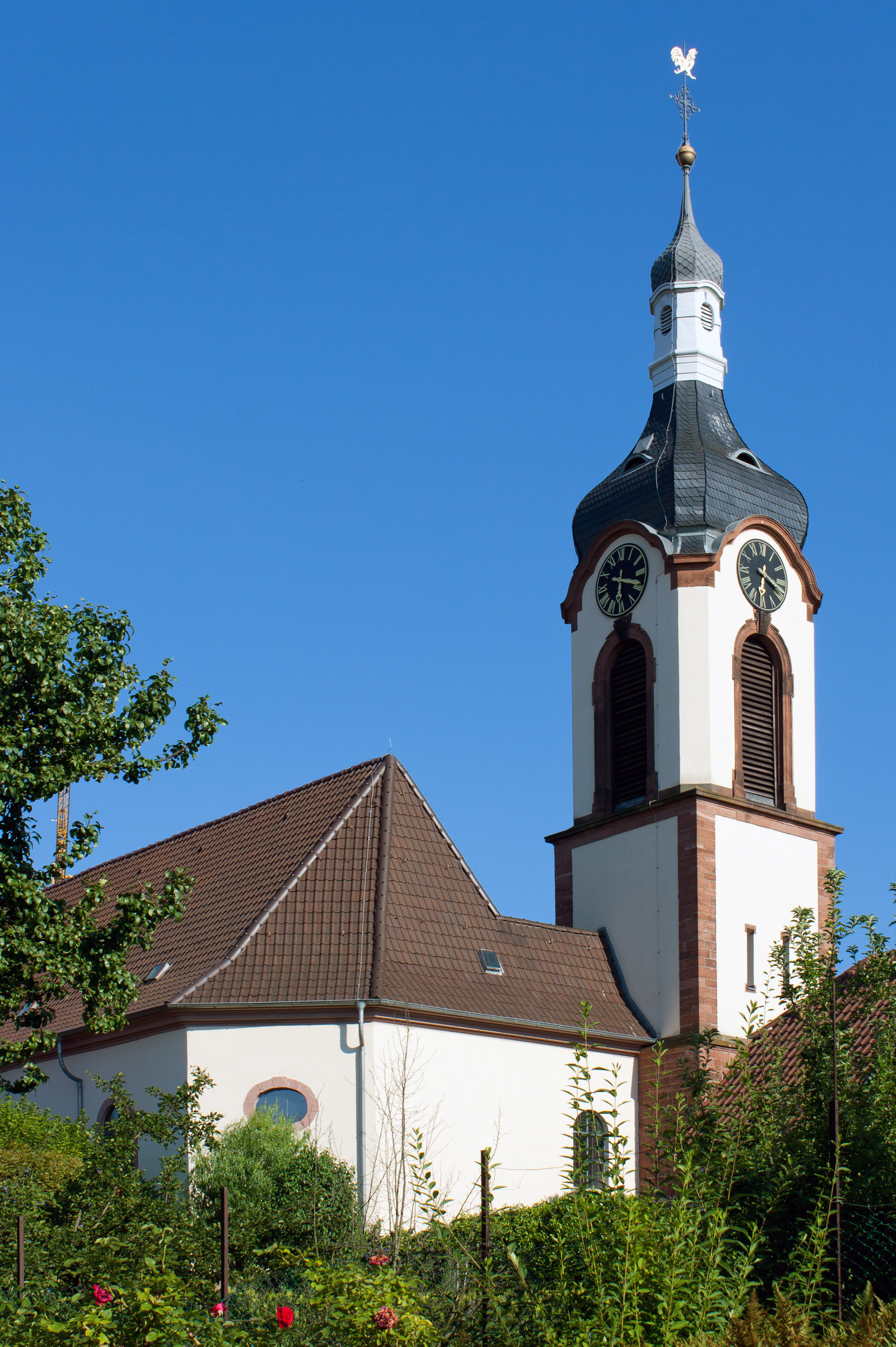
Evangelische Kirche

### Bis zum 18. Jahrhundert
Der Ort wird zum ersten Mal urkundlich erwähnt als Sahsenheim minor im Jahr 877, damals befand er sich im Eigentum des Klosters Lorsch. Die Gründung des Ortes geht – wie weiter unten erklärt – vermutlich auf einen damals recht weitverbreitetem Namen „Sahst“ oder „Sachso“ zurück und hat wohl nichts mit Sachsen im Sinne einer geografischen Bezeichnung zu tun. 1284 wurde erstmals die deutsche Bezeichnung Luzzelnsassinheim genannt. Die späteren bekannten Besitzer waren die Adelsfamilien von Erlickheim, Landschad von Steinach sowie von Hundheim. Die Zenthoheit lag bei der Kurpfalz.
Während des Dreißigjährigen Krieges wurde der Ort von den französischen Soldaten geplündert. Als besonders schlimm gelten die Zerstörungen, die die Einheiten des Generals Mélac verursachten. Am Ende des 18. Jahrhunderts war in der Region um Lützelsachsen die Hölzerlips-Bande aktiv.

### 19. und 20. Jahrhundert
1803 gelangte Lützelsachsen im Rahmen der napoleonischen Neuordnungen zu Baden. Gegen Ende der Weimarer Republik erlebten die Reichstagswahlen eine starke Radikalisierung. 1933 erreichte die NSDAP 52 Prozent und die KPD 21,4 Prozent der Stimmen in Lützelsachsen. 1939 wurde der Ort Teil des Landkreises Mannheim. Die Eingemeindung nach Weinheim erfolgte am 1. Januar 1973.
| Einwohnerentwicklung von Lützelsachsen | Einwohnerentwicklung von Lützelsachsen | Einwohnerentwicklung von Lützelsachsen | Einwohnerentwicklung von Lützelsachsen | Einwohnerentwicklung von Lützelsachsen | Einwohnerentwicklung von Lützelsachsen | Einwohnerentwicklung von Lützelsachsen | Einwohnerentwicklung von Lützelsachsen | Einwohnerentwicklung von Lützelsachsen | Einwohnerentwicklung von Lützelsachsen | Einwohnerentwicklung von Lützelsachsen | Einwohnerentwicklung von Lützelsachsen | Einwohnerentwicklung von Lützelsachsen |
| -------------------------------------- | -------------------------------------- | -------------------------------------- | -------------------------------------- | -------------------------------------- | -------------------------------------- | -------------------------------------- | -------------------------------------- | -------------------------------------- | -------------------------------------- | -------------------------------------- | -------------------------------------- | -------------------------------------- |
| Jahr                                   | 1577                                   | 1777                                   | 1818                                   | 1852                                   | 1905                                   | 1939                                   | 1950                                   | 1967                                   | 2005                                   | 2009                                   | 2014                                   | 2016                                   |
| Einwohner                              | 365                                    | 633                                    | 864                                    | 1068                                   | 1201                                   | 1598                                   | 2254                                   | 3116                                   | 4465                                   | 4594                                   | 4867                                   | 5417                                   |

### Name
Lützelsachsen gehörte zu der Gruppe Siedlungen, die als Sachsenheim bezeichnet wurden. Der Name „Sachsenheim“ kommt ursprünglich von einem adligen Herren namens „Sahst“ oder „Sachso“ der sich in der Gegend von Hohensachsen niederließ. In vielerlei älteren Urkunden ist ebenfalls von „Sahsenheim“ die Rede. Die drei Sachsenorte Hohensachsen, Lützelsachsen und Großsachsen, werden erstmals ab dem Jahre 877 namentlich in Urkunden unterschieden: In Sahsenheim minor (Lützelsachsen, „lützel“ ist Mittelhochdeutsch für klein), Sahsenheim superior (Hohensachsen) und Sahsenheim major (Großsachsen).
Der Ortsname wurde unter anderem bekannt durch die "Lützelsachser Frühzwetsche", die hier zuerst gezüchtet wurde und nun auch an anderen Orten angebaut wird (z. B. in Bühlertal).

### Wappen
Die Blasonierung des Wappens lautet: In von Schwarz und Silber gespaltenem Schild vorn ein rot bewehrter und rot gekrönter goldener Löwe, hinten eine blaue Traube an grünem Rebast mit zwei Blättern. Das Wappen geht zurück auf ein Gerichtssiegel aus dem Jahr 1738. Der Löwe entstammt dem Wappen der Kurpfalz. Die Traube symbolisiert den Weinbau, der seit dem frühen Mittelalter betrieben wird.

## Sehenswürdigkeiten
Zu den Sehenswürdigkeiten des Stadtteils zählen die im Jahr 1772 fertiggestellte evangelische Kirche sowie einige Fachwerkhäuser, von denen das älteste im Jahr 1580 errichtet wurde. Das ehemalige Rathaus entstammt dem 17. Jahrhundert. Seit der Eingemeindung beherbergt es die Verwaltungsstelle Lützelsachsen mit Sitz des Ortsvorstehers.
In Lützelsachsen befindet sich der Geiersberg, Lützelsachsens Hausberg, von dort hat man aus 332 Metern Höhe einen Ausblick auf Pfälzer Wald, Vogesen, Taunus mit dem Großen Feldberg und Hunsrück.

## Verkehr

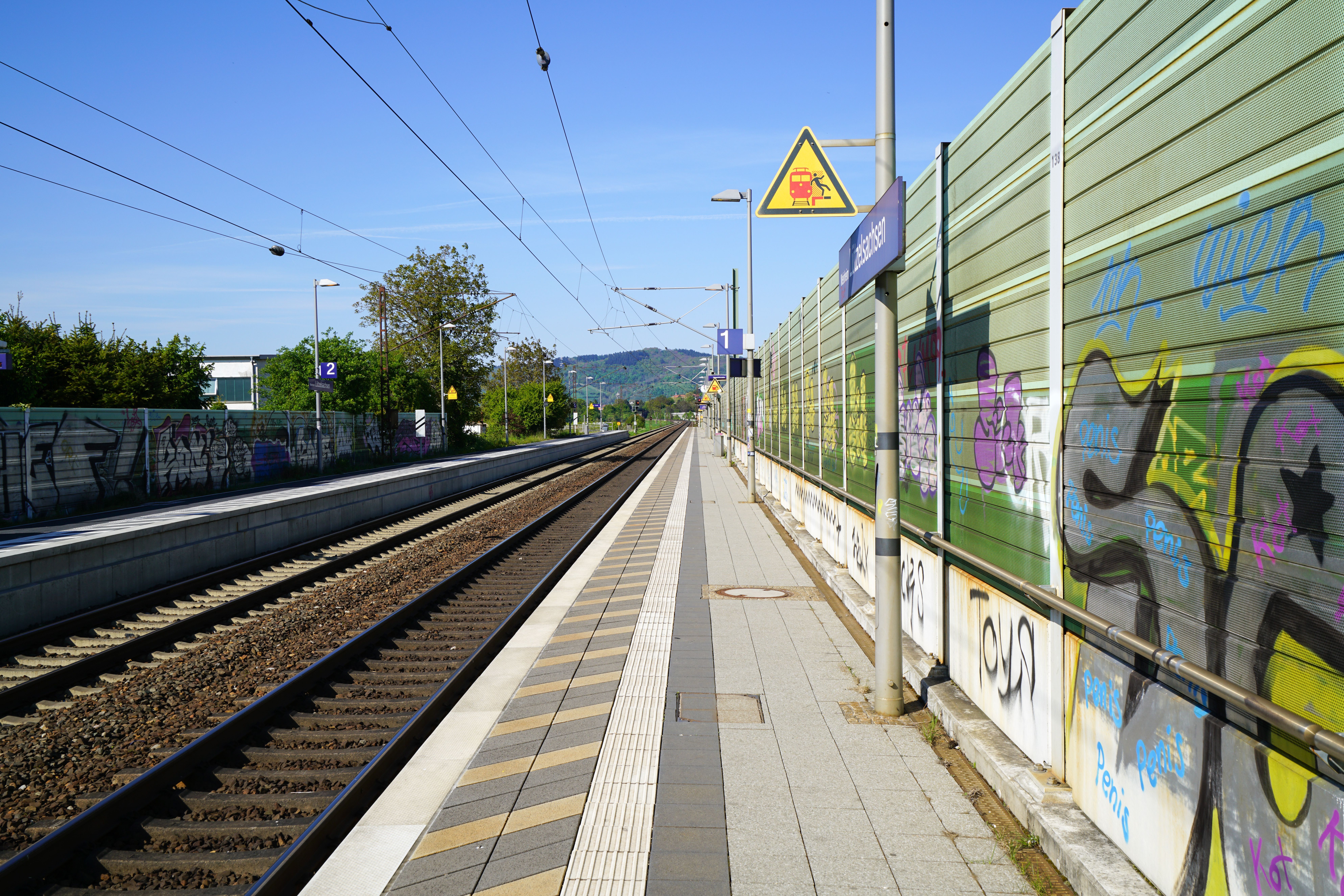
Haltepunkt Weinheim-Lützelsachsen an der Bahnstrecke Frankfurt am Main–Heidelberg

Der Haltepunkt Weinheim-Lützelsachsen liegt an der Bahnstrecke Frankfurt am Main–Heidelberg und wird von Regionalbahnen und einigen S-Bahnen bedient. Der Haltepunkt wurde unter der Bezeichnung Lützelsachsen zum 1. Dezember 1910 in Betrieb genommen.
In Lützelsachsen befindet sich weiter der zum Haltepunkt zurückgebaute Bahnhof Lützelsachsen OEG der Oberrheinischen Eisenbahn-Gesellschaft. Hier halten die Züge der Linie 5 nach Heidelberg, Weinheim, Viernheim und Mannheim.

## Politik
Der Ortschaftsrat Lützelsachsen hat 9 Mitglieder. Dies sind 2 Vertreter der CDU, ein Vertreter der SPD, 4 Vertreter der Freien Wähler, ein Vertreter der Weinheimer Liste und eine Vertreterin der FDP. Die Ortsvorsteherin ist zurzeit Doris Falter.

## Partnerschaft
Seit 1974 besteht eine Gemeindepartnerschaft zwischen Lützelsachsen und der kleinen Gemeinde Varces-Allières-et-Risset in den französischen Alpen, nachdem zuvor, als der Ort noch eine unabhängige Gemeinde war, schon freundschaftliche Kontakte bestanden hatten.

## Persönlichkeiten
- Marie Therese Hug, Prinzessin von Preußen (* 2. Mai 1911 in Berlin; † 3. Januar 2005 in Weinheim-Lützelsachsen)
- Peter Nickel, Ehrenbürger, Züchter der Lützelsachsener Frühzwetschge
- Georg Peter Weygoldt (1844–1907), Pädagoge, badischer Landtagsabgeordneter
- Hans-Joachim Gelberg (1930–2020), Autor und Verleger

## Sport
Auch Handball wird in Lützelsachsen gespielt, ab 2024 in der 3. Liga als Saase³Leutershausen Handball.